# 26170 Kazuhiko
26170 Kazuhiko è un asteroide della fascia principale. Scoperto nel 1996, presenta un'orbita caratterizzata da un semiasse maggiore pari a 2,5977661 UA e da un'eccentricità di 0,0379792, inclinata di 8,35383° rispetto all'eclittica.